# Ficus subgelderi
Ficus subgelderi är en mullbärsväxtart som beskrevs av Edred John Henry Corner. Ficus subgelderi ingår i släktet fikonsläktet, och familjen mullbärsväxter. Inga underarter finns listade i Catalogue of Life.